# Maria Lypp
Maria Lypp (* 2. Oktober 1935 als Maria Kallinowsky; † 26. Mai 2022) war eine deutsche Germanistin.
Lypp studierte Germanistik und Klassische Philologie in Freiburg und Berlin. 1969 promovierte sie mit einer Arbeit über Goethes Hermann und Dorothea. Ihre Habilitationsschrift Einfachheit als Kategorie der Kinderliteratur erschien 1984. Zahlreiche Arbeiten Lypps befassen sich mit den Bereichen Kinder- und Jugendliteratur.
Im Jahr 1972 begann ihre Tätigkeit an der PH Ruhr in Dortmund. Sie wurde 1991 außerplanmäßige Professorin für neuere deutsche Literatur und ihre Didaktik an der Universität Dortmund. Hier arbeitete sie bis zum Eintritt in den Ruhestand im Jahr 2000.

## Schriften (Auswahl)
- Ästhetische Reflexion und ihre Gestaltung in Goethes Hermann und Dorothea. Berlin, FU, Univ., Diss. 1969.
- Einfachheit als Kategorie der Kinderliteratur. dipa, Frankfurt am Main 1984.

## Belege
1. ↑  
Nachruf Prof. Dr. Maria Lypp. 2022 (sich-erinnern.de [abgerufen am 11. November 2022]).
2. ↑  
Eintrag im Germanistenverzeichnis des Jahres 1999. Dortmund 1999 (uni-erlangen.de [abgerufen am 11. November 2022]).

| Personendaten    | Personendaten                    |
| ---------------- | -------------------------------- |
| NAME             | Lypp, Maria                      |
| ALTERNATIVNAMEN  | Kallinowsky, Maria (Geburtsname) |
| KURZBESCHREIBUNG | deutsche Germanistin             |
| GEBURTSDATUM     | 2. Oktober 1935                  |
| STERBEDATUM      | 26. Mai 2022                     |